# جواو فيتور سيلفا
جواو فيتور سيلفا (بالبرتغالية: João Vítor Silva‏)، ولد في 9 مايو 1996 في ريو دي جانيرو، هو ممثل برازيلي. اشتهر على الصعيد الوطني بلعب بيدرينهو في موقع نقار الخشب الأصفر (2004-2006) ، و برونو المطيع في أسرار إينجل (2015-2021).
يقوم حاليا بمواعدة الممثلة ماريانا مولينا، التي التقى بها وراء كواليس أسرار إينجل.

## روابط خارجية
- جواو فيتور سيلفا في قاعدة بيانات الأفلام على الإنترنت
- جواو فيتور سيلفا على إنستغرام